# 孙克勤
孙克勤，安徽无为人，清朝政治人物。
附贡出身。光绪十六年（1890年）至光绪十七年（1891年），擔任利川知县。